# Oldenhave (havezate)

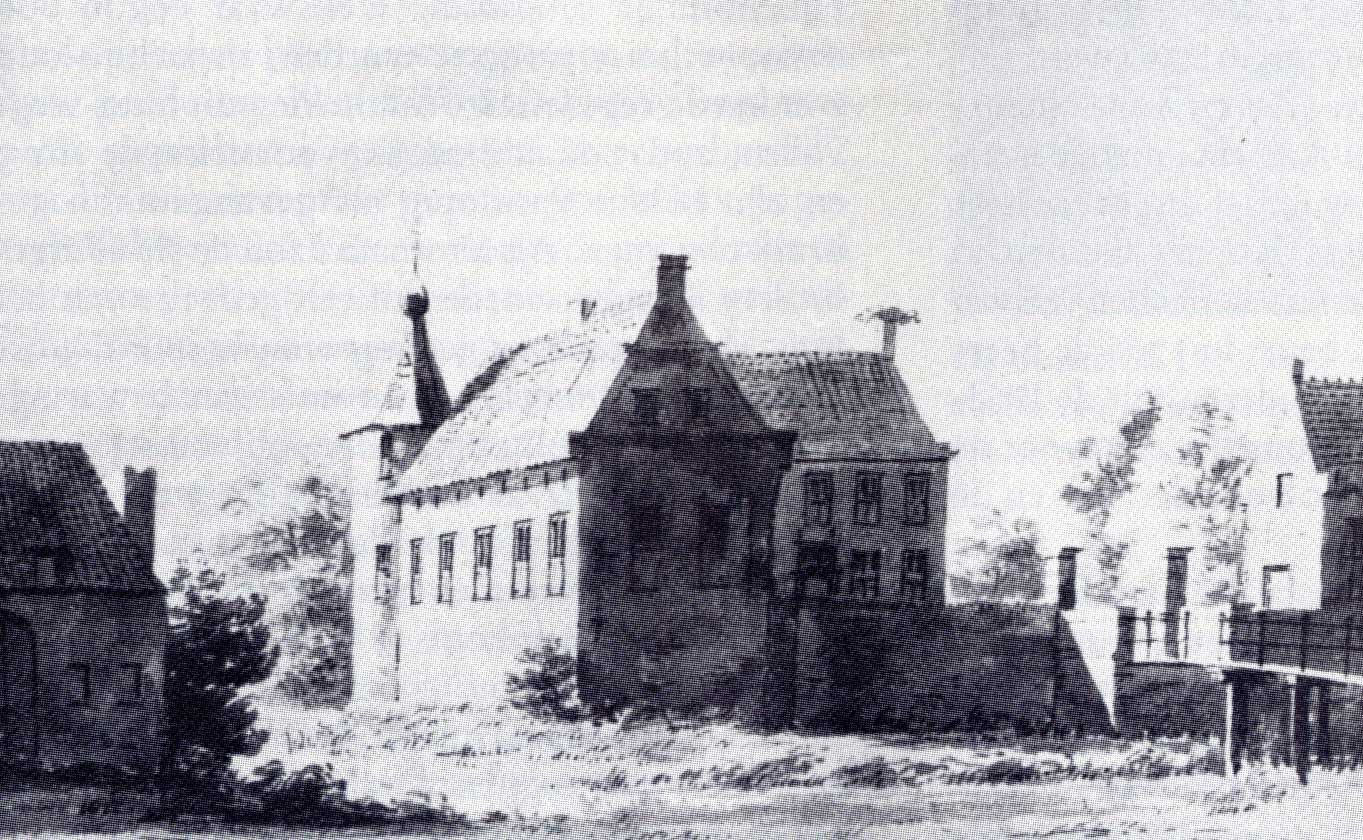
De voormalige havezate Oldenhave nabij Ruinen getekend door Cornelis Pronk in 1732

Oldenhave (ook Huis te Ruinen en Burcht te Ruinen) was een  havezate in de heerlijkheid Ruinen nabij de Drentse plaats Ruinen.
Het is niet bekend wanneer de havezate Oldenhave exact gebouwd is. In ieder geval bestond de Oldenhave al voor 1380. Het huis diende als woonplaats van de heren van Ruinen, die hun verblijf versterkten tot een klein kasteel. Oldenhave was strategisch gelegen aan zowel de weg van Steenwijk naar Coevorden als die van Meppel naar Groningen. In de 15e eeuw vererfden de bezittingen in Ruinen via de vrouwelijke lijn naar Hendrik van Munster. Hij was verzwagerd met de Drents-Overijsselse familie De Vos van Steenwijk. Tijdens de Tachtigjarige Oorlog was Oldenhave meerdere malen het doelwit van belegeringen. De heer van Ruinen trachtte tijdens deze periode een zelfstandige positie te verwerven, los van het bestuur van Drenthe. Na meer dan 50 jaar procederen met diverse tegenstrijdige uitspraken bepaalden de Staten-Generaal in 1654, dat de heerlijkheid Ruinen deel uitmaakte van het landschap Drenthe. Dat betekende dat de toenmalige eigenaar van de havezate Oldenhave, Hendrik Wilhelm Munster van Bernsaw, opgenomen werd in de Ridderschap van Drenthe. In 1668 werd hij gekozen tot drost van Drenthe, de eerste drost die de Drenten zelf benoemden. Tijdens de oorlog in 1672 werd hij door de Staten-Generaal vervangen door Carl von Rabenhaupt. Uiteindelijk werd Munster van Bernsaw in 1675 toch weer benoemd tot drost.
In de 18e eeuw werd de havezate enkele malen verkocht en stond het huis lange tijd leeg. In 1766 werd de heerlijkheid Ruinen met de bijbehorende goederen verkocht aan de Landschap Drenthe. Er werd nog wel groot onderhoud aan het huis gepleegd, maar pogingen om een huurder te vinden leden schipbreuk. In het begin van de 19e eeuw wisselde het huis enige malen van eigenaar. De laatste eigenaar/bewoner was de burgemeester van Ruinen R.A.L. Nobel. Hij liet het huis veilen in 1816 en vertrok zelf in 1817 naar het door hem in Frederiksoord gekochte landgoed Westerbeeksloot. Bij de veiling was als conditie gesteld dat de koper het huis diende af te breken. De nieuwe eigenaar, Hendrik Kiers uit Ruinen, heeft met het afbraakmateriaal in plaats van de Oldenhave een nieuwe boerderij gebouwd.